# Lansac (Żyronda)
Lansac (lɑ̃sak ( odsłuchaj)) – miejscowość i gmina we Francji, w regionie Nowa Akwitania, w departamencie Żyronda.
Według danych na rok 1990 gminę zamieszkiwało 610 osób, a gęstość zaludnienia wynosiła 102 osób/km² (wśród 2290 gmin Akwitanii Lansac plasuje się na 636. miejscu pod względem liczby ludności, natomiast pod względem powierzchni na miejscu 1357.).